# FC Universitatea Cluj
El Fotbal Club Universitatea Cluj és un club de futbol romanès de la ciutat de Cluj-Napoca.

## Història

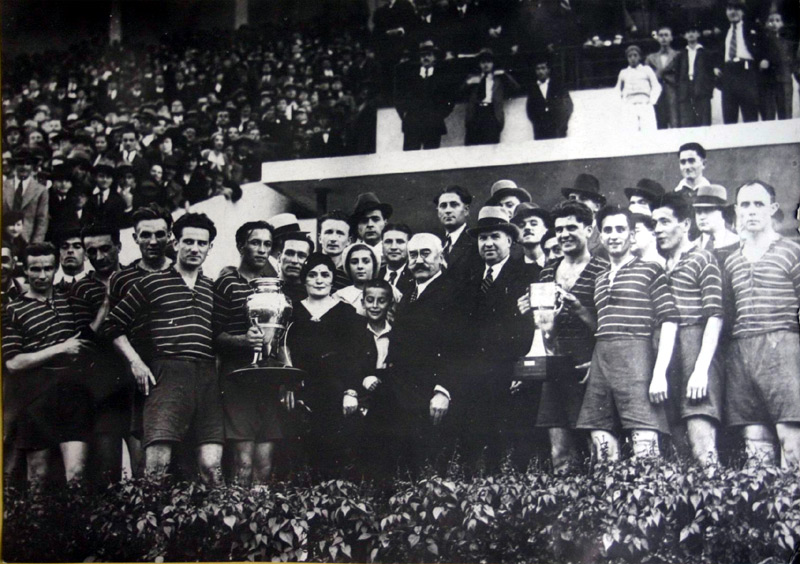
Ripensia Timișoara guanya la Copa de 1933-34 davant la "U".

El club va ser fundat el 1919 per estudiants universitaris. Evolució del nom:
- 1919: Universitatea Cluj-Napoca
- 1940: Universitatea Sibiu
- 1945: Universitatea Cluj-Napoca
- 1949: Știința Cluj-Napoca
- 1967: CSU Universitatea Cluj-Napoca
- 1993: FC Universitatea Cluj-Napoca

El seu èxit més destacat fou la copa romanesa assolida la temporada 1964-65.
El club manté forta rivalitat amb l'altre club local, el CFR Cluj.

## Estadis
El primer estadi de la ciutat fou l'estadi Ion Moina inaugurat el 1911 i que fou demolit l'any 2008. Durant la construcció del nou estadi, el club jugà a l'Estadi Clujana, a l'Estadi Cetate d'Alba Iulia, l'Estadi Gloria a Bistrița i l'Estadi Gaz Metan a Mediaș. El 2011 inaugurà el nou Cluj Arena.

## Palmarès
- Copa romanesa de futbol: 
  - 1964-65

- Copa de la Lliga romanesa de futbol: 
  - 1998

- Segona divisió romanesa de futbol: 
  - 1950, 1957-58, 1978-79, 1984-85, 1991-92, 2006-07

- Tercera divisió romanesa de futbol: 
  - 2000-01

## Referències

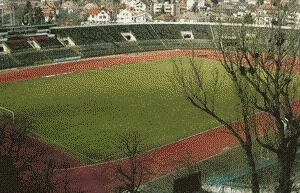
Antic estadi Ion Moina Stadium (1911-2008)
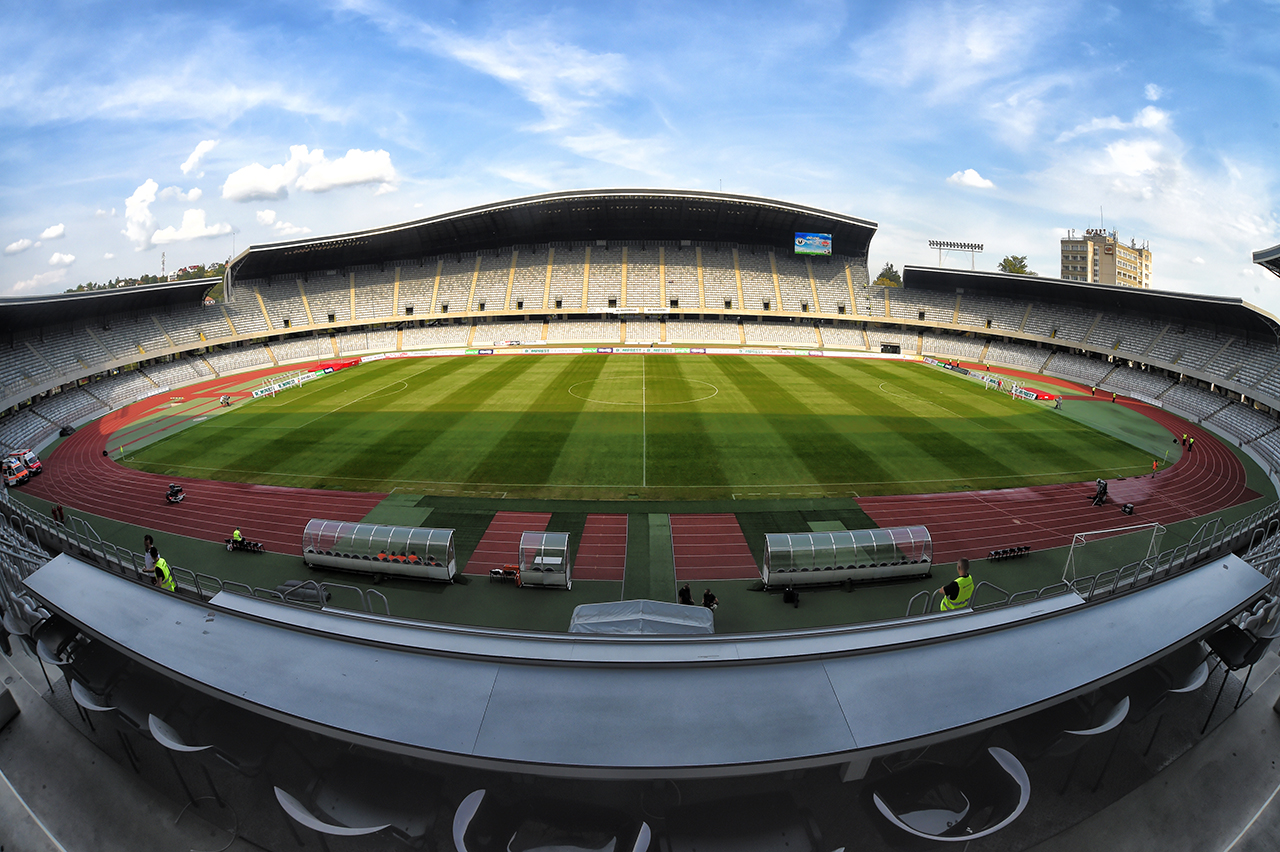
Cluj Arena, actual estadi
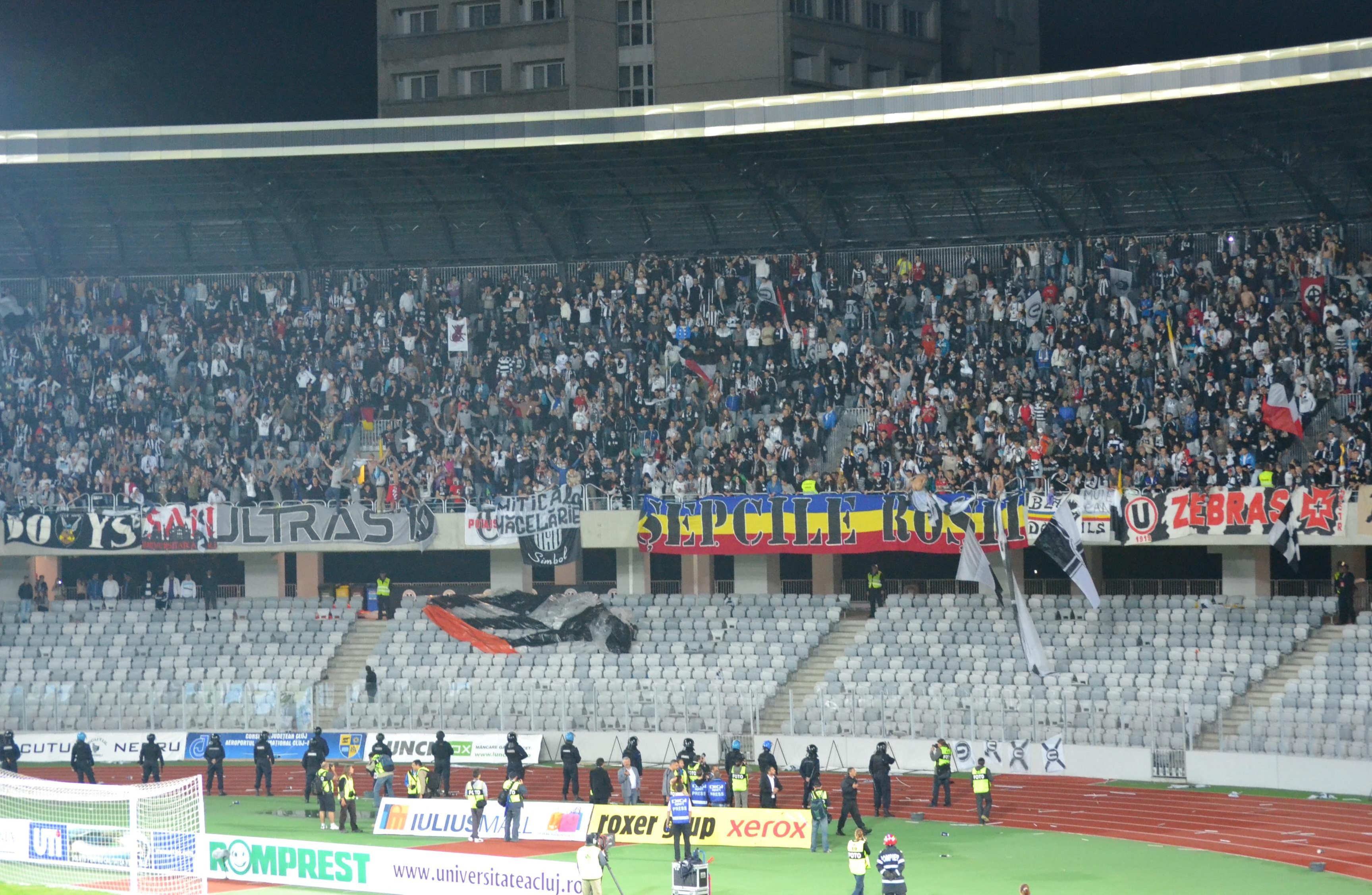
Seguidors
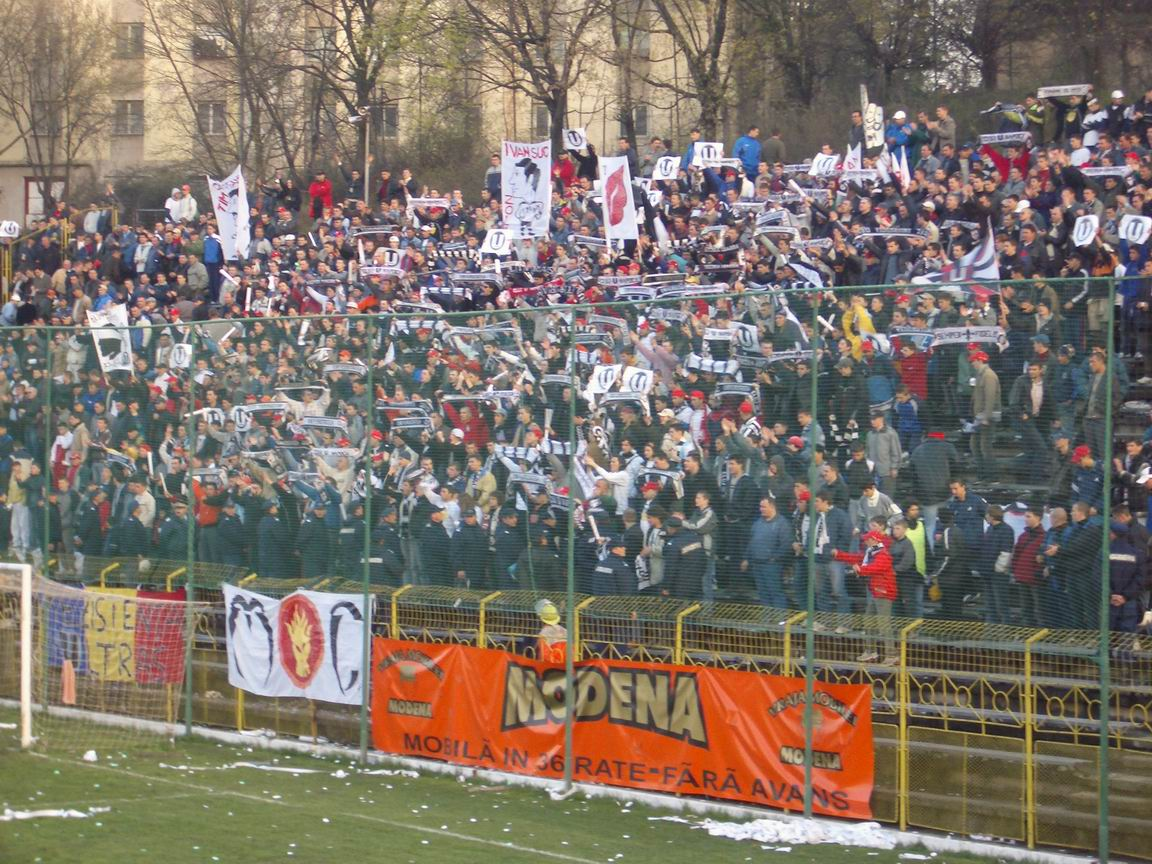
Seguidors